# Balliste

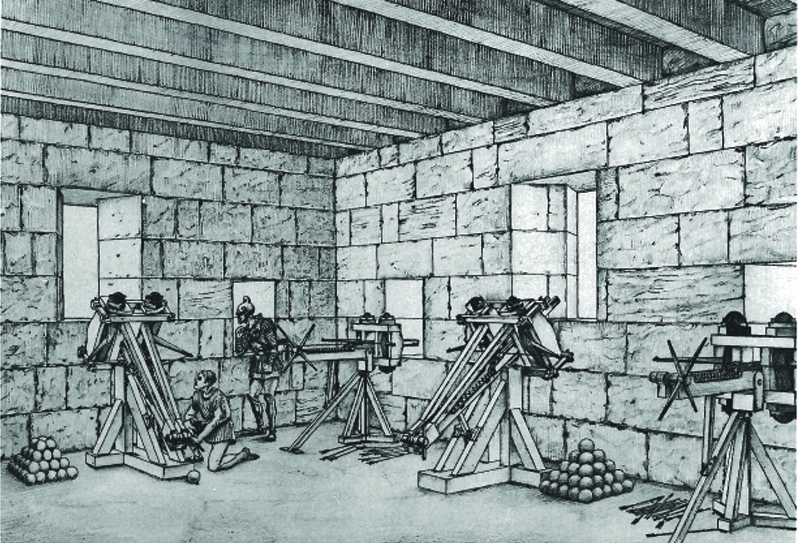
Darstellung von unterschiedlichen Typen von Torsionsballisten in einem hellenistischen Verteidigungsturm

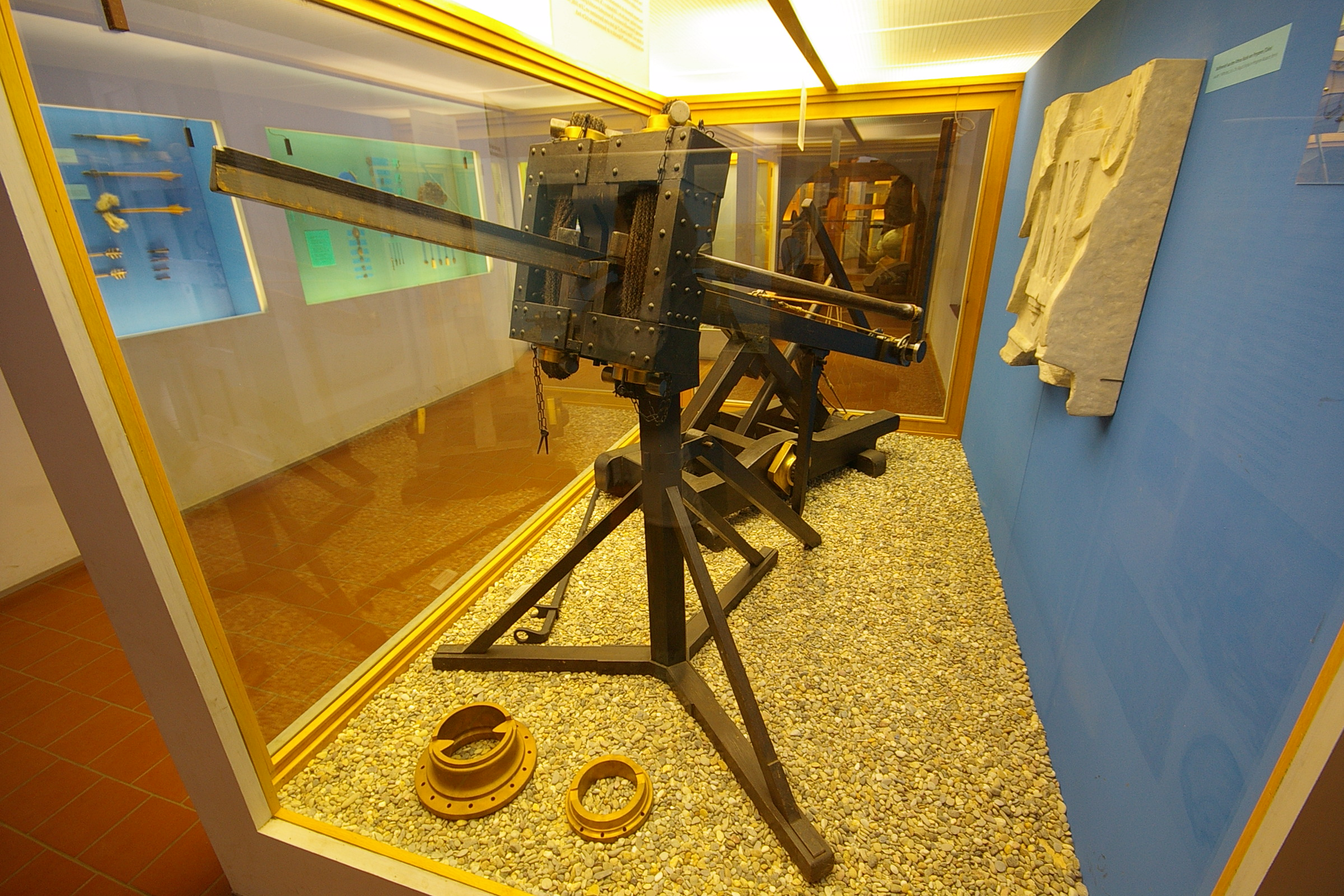
Nachbau eines römischen Skorpions nach dem Fund von Ampurias (aus dem späten 2. Jh./frühen 1. Jh. v. Chr.)

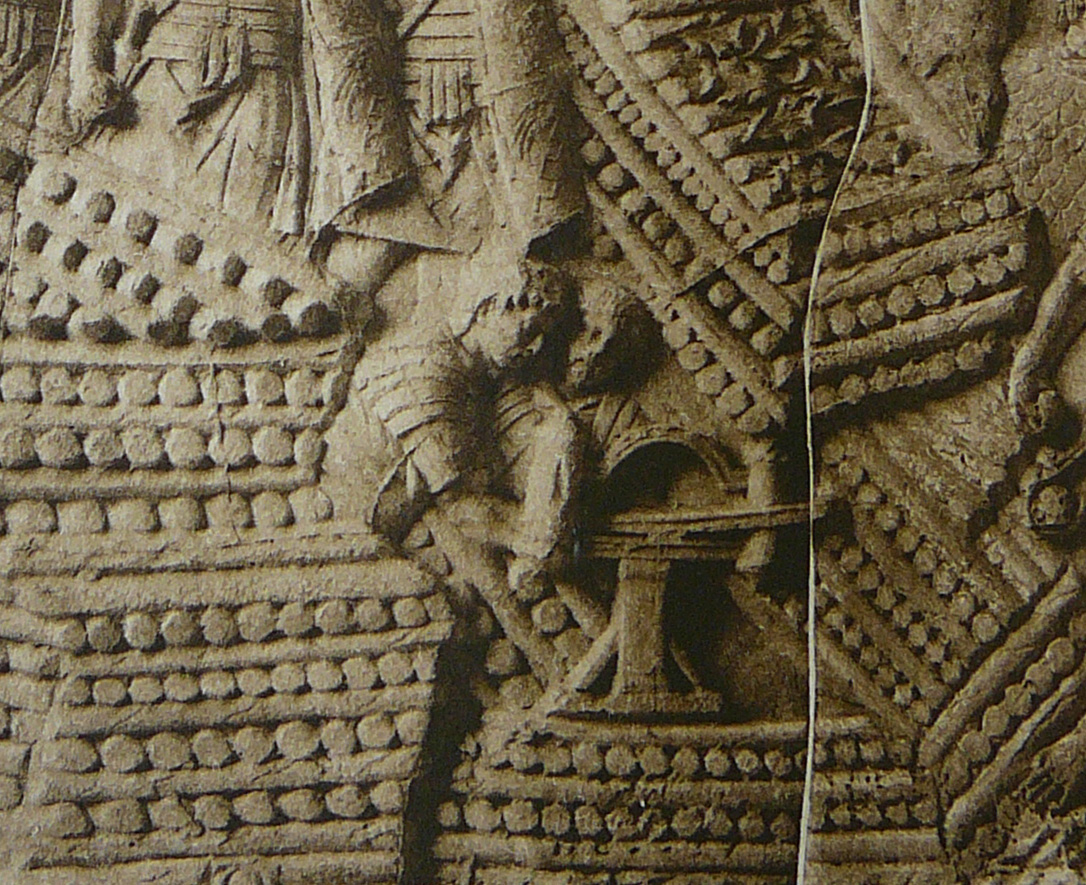
„Balliste-Nest“ auf der Trajanssäule (Einweihung am 12. Mai 113 n. Chr.)

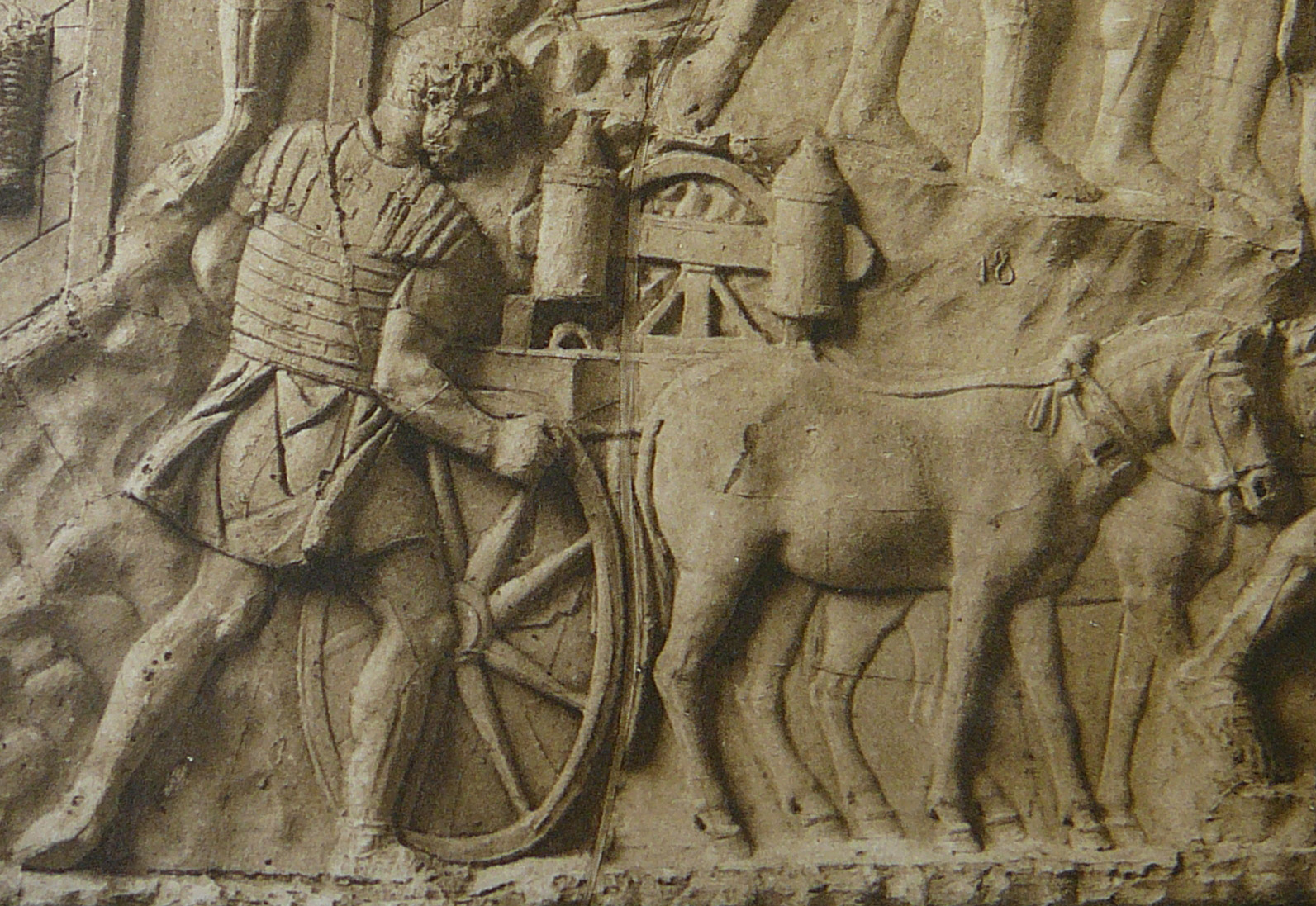
Mobile Torsions-Balliste, auch Karrenballiste genannt (Trajanssäule)

Als Balliste (von altgriechisch βάλλειν bἀllein ‚werfen‘; lateinisch ballista) bezeichnet man eine antike Belagerungswaffe bzw. ein schweres Feldgeschütz, bei dem es sich funktionell um eine zweiarmige Torsionswaffe handelt. Auf gleichem Funktionsprinzip basieren der Reihe nach im kleineren Maßstab der Skorpion, die Cheiroballistra, sowie die Manuballista. Letztere konnten von einem einzigen Mann bedient werden.
Großkalibrige Varianten verschossen vorzugsweise schwere Stein- oder Bleikugeln, sowie sphärische Brandsätze, während bei kleineren Geschützen Bolzen und schwere Pfeile oder Brandpfeile zum Einsatz kamen. Auch im Mittelalter wird der Begriff der Balliste genutzt, jedoch ist die Quellenlage zum Aufbau und Funktion der mittelalterlichen Ballisten dürftig, sodass diese nicht mit den antiken Torsionswaffen gleichgesetzt werden dürfen.

## Funktion
Die Balliste ist ein Torsionsgeschütz. Die Beschleunigung entsteht durch ein Drehmoment: Zwei Seile oder Faserbündel werden durch einen dazwischengeschobenen Stock stark verdreht (Torsion). Diese Verdrehung erzeugt eine starke Vorspannung (statische Energie). Dieser Mechanismus ist unter der Bezeichnung Spanische Winsch bekannt. Wird der Stock nun plötzlich gelöst und entlastet, löst das nun entspannende Drehmoment (dynamische Energie) am Stock eine schnelle Bewegung aus, die ein am Ende des Stockes liegendes Geschoss losschleudern kann.

## Geschichte
Ab etwa 400 v. Chr. begannen die Griechen, in größerem Maßstab Torsionsgeschütze zu verwenden. Seit der Mitte des 4. Jahrhunderts vor Christus tauchen diese in den Inventarlisten der Arsenale auf. Eine der ältesten und authentischsten Beschreibungen über ihre Verwendung findet sich bei Plutarch über die Belagerung von Syrakus durch die Römer. (214–212 v. Chr.) In der hellenistischen Militärliteratur wurde zwischen zwei Typen von Torsionsgeschützen unterschieden, den Euthytona und den Palintona. In der modernen Forschung herrschte zunächst Uneinigkeit über die Bedeutung dieser Begriffe. Die eine Richtung ging davon aus, dass ein prinzipieller konstruktiver Unterschied bestehe. Die zweite Richtung, die sich unter dem Einfluss Erwin Schramms für lange Zeit durchsetzte, war der Ansicht, dass die Unterschiede lediglich in der Proportionierung der Torsionsfedern (Länge zu Durchmesser) und der Form der Federrahmen bestehe. Jüngst hat sich jedoch die erste Meinung durchgesetzt, insbesondere durch die Einsicht, dass Schramms Rekonstruktion der Beschreibung der Palintona bei Heron von Alexandria in wesentlichen Punkten widerspricht. Die Begriffe Euthytona und Palintona leiten sich demnach aus der Terminologie des Bogenbaus ab: Langbogen, die sich entlang einer durchgehenden Kurve biegen, sind euthyton (einfach gebogen). Recurve- oder Reflexbogen, deren Kurve im Zentrum zum Schützen hin, an den Wurfarmenden jedoch von ihm weg gebogen ist, sind hingegen palinton (zurückgebogen).

### Euthytonon/Scorpio

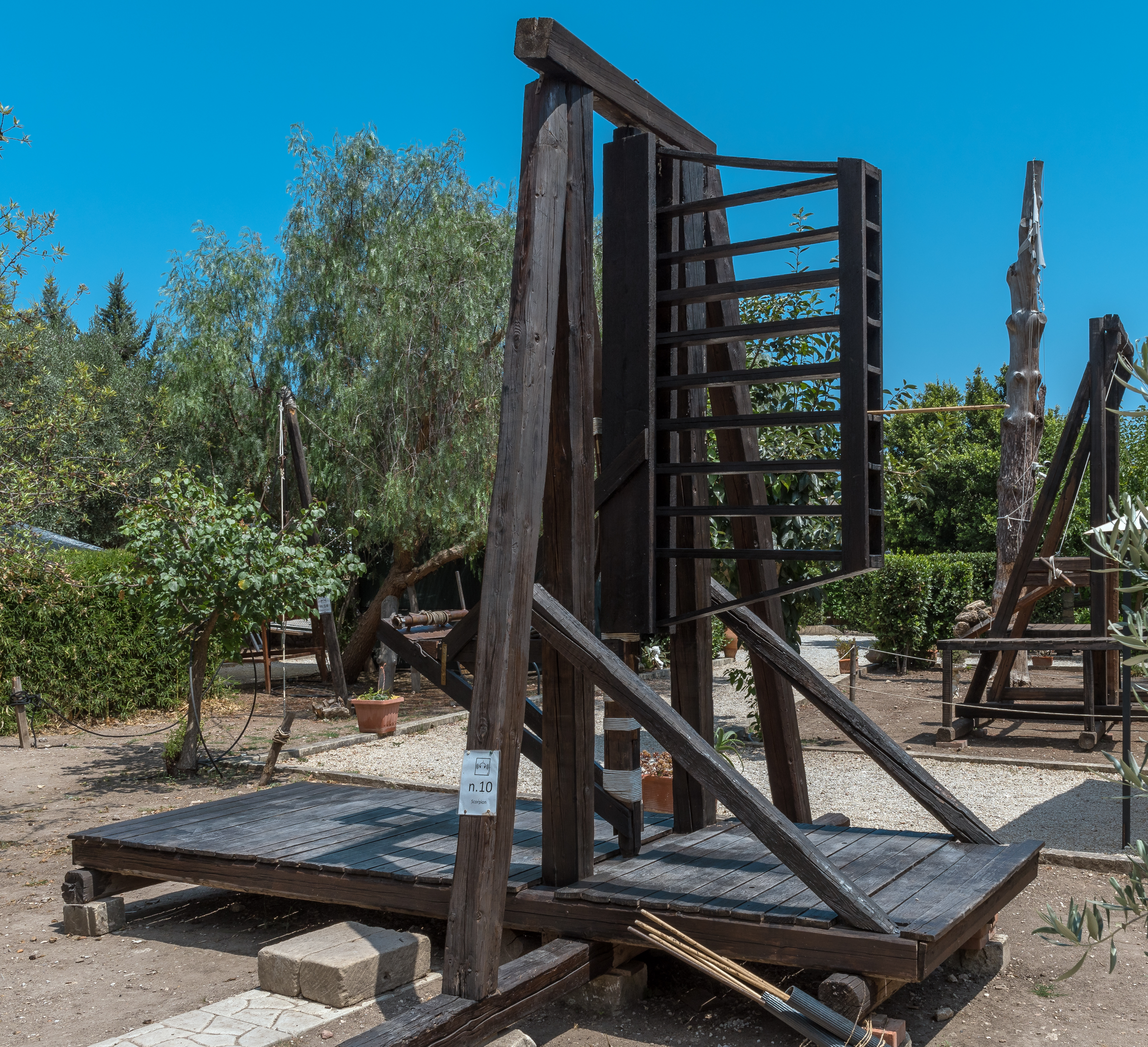
Moderne Rekonstruktion einer möglichen Skorpionvariante, die nach Polybios im belagerten Syrakus zur Verteidigung der Stadt eingesetzt wurde. Der Typ entspricht der Beschreibung von Vegetius in Epitoma und der Skizzierung von Robertus Valturius in De re militari

Laut Heron von Alexandria verschossen Euthytona ausschließlich Pfeile und wurden „von einigen Skorpione genannt“. Unter dieser Bezeichnung fanden sie noch im römischen Militär der späten Republik und der frühen Kaiserzeit Verwendung. Die Torsionsfedern waren in „engen“ Spannrahmen befestigt, das heißt, sie lagen unmittelbar am Korpus der Waffe an. Der hölzerne Spannrahmen war mit Bronzeblech beschlagen und besaß nur eine kleine Öffnung als Durchlass für das  Geschoss. Die Wurfarme ragten aus den Torsionsfedern in der Aufsicht schräg nach außen/hinten, die Sehne verlief hinter dem Spannrahmen. Die Schwingbahnen der Wurfarme lagen somit außerhalb des Spannrahmens. Der Spannrahmen selber saß am vorderen Ende des Korpus. Euthytona wurden nicht gegen Gebäude und Befestigungen, sondern gegen gegnerisches Personal eingesetzt. Als großer Nachteil dieser Punktzielwaffen erwies sich der enge Spannrahmen, der dem Richtschützen die Sicht auf das Ziel erschwerte. Die technische Beschreibung dieser Waffen ist im zehnten Buch von Vitruvs De architectura libri decem erhalten, die englischsprachige Fachliteratur spricht daher auch vom Skorpion als vitruvian arrow firer.  Der beinahe vollständige Spannrahmen eines Skorpions wurde in Ampurias entdeckt.
Für den mobilen Einsatz war bereits zur Zeit Trajans ein verbessertes Modell in die römische Armee eingeführt worden, das auf den Reliefs der Trajanssäule mehrfach auftaucht. Die in der älteren Literatur gelegentlich vertretene Meinung, beim „Trajanssäulengeschütz“ handle es sich lediglich um die dekorative Front eines Skorpions, wurde inzwischen durch Funde von Bauteilen solcher Waffen in Orşova (Rumänien), Sala (Marokko) und Lyon (Frankreich) widerlegt. Anlässlich der bevorstehenden Feldzüge gegen die Daker hatte der Architekt und Poliorketiker Apollodoros vom Kaiser den Auftrag erhalten, Prototypen von mobilen Kriegsmaschinen zu entwerfen, die unter Anleitung leicht von Handwerkern reproduziert werden konnten. Das auf der Trajansäule dargestellte Torsionsgeschütz zeigt die von Apollodoros weiterentwickelte Variante, die zerlegbar auf einem Pferdewagen transportiert werden konnte. Statt eines gezimmerten hölzernen Spannrahmens wurde ein zweiteiliger eiserner Spannrahmen verwendet. Die Torsionsfedern wurden auf der unteren Leiterstrebe befestigt, anschließend wurden sie mit der oberen Bogenstrebe versteift. Die charakteristische Bogenform sollte das Sichtfeld des Richtschützen wohl zusätzlich erweitern und diente möglicherweise auch als Zielhilfe. Durch den mehrteiligen Spannrahmen konnte die Waffe für Transport, Lagerung und Reparatur leicht zerlegt werden.
In den Jahren 100 bis 300 hörte die Verwendung dieser Waffen allmählich auf. Der Begriff Scorpio wurde von Ammianus Marcellinus als zeitgenössische Bezeichnung für die vor seiner Zeit Onager genannte einarmige Torsionswaffe glossiert.

### Palintonon/Ballista

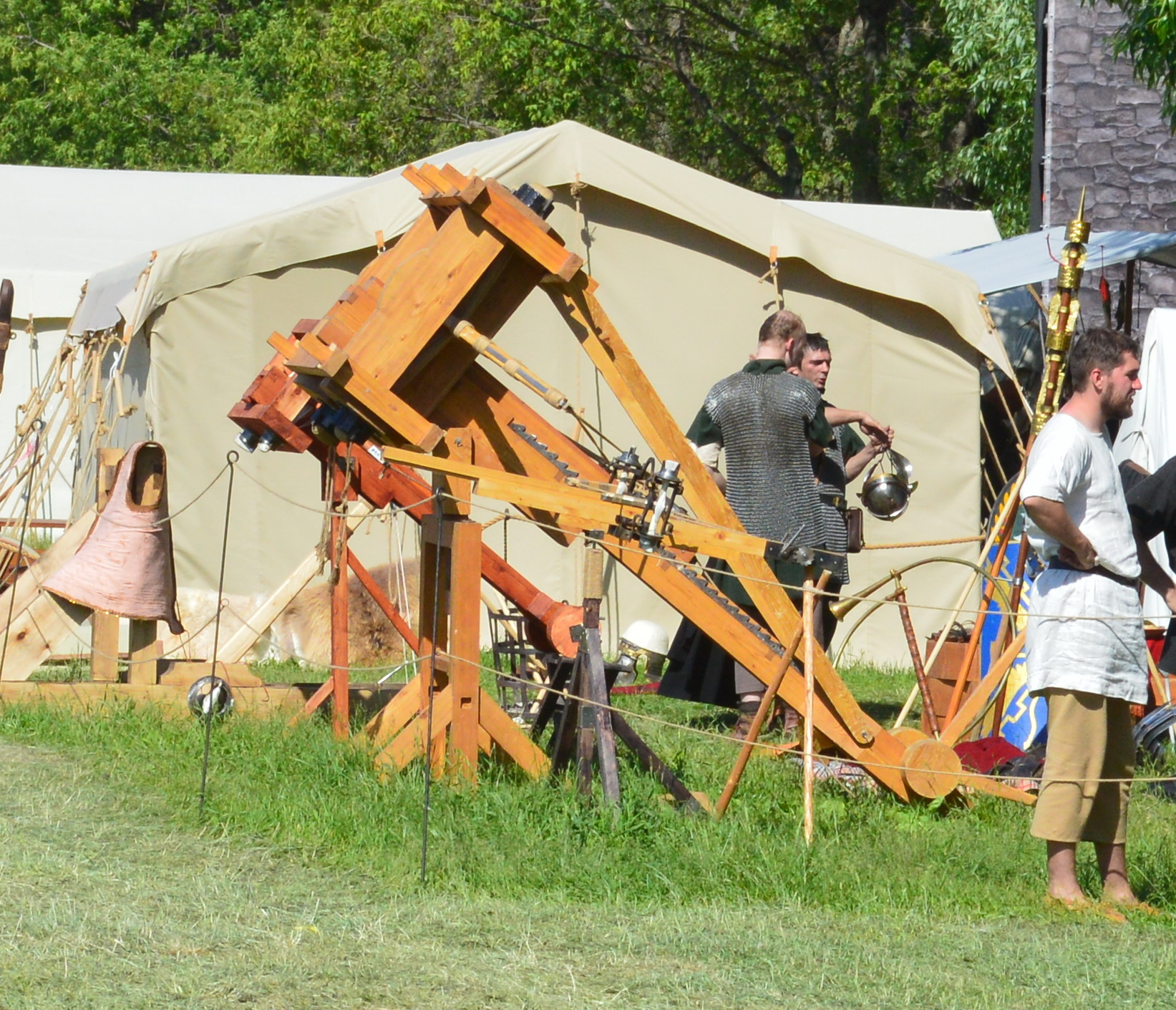
Moderne Rekonstruktion einer römisch-imperialen Palintonon (Ballista), hier in der kleinsten Ausführung, welche sechs Pfund schwere Steinkugeln (2,8 kg) verschießt. Größere Varianten für die Belagerung erreichten Bauhöhen von über zehn Metern und nutzten großkalibrige Geschosse von drei Talenten (90 kg) und mehr.

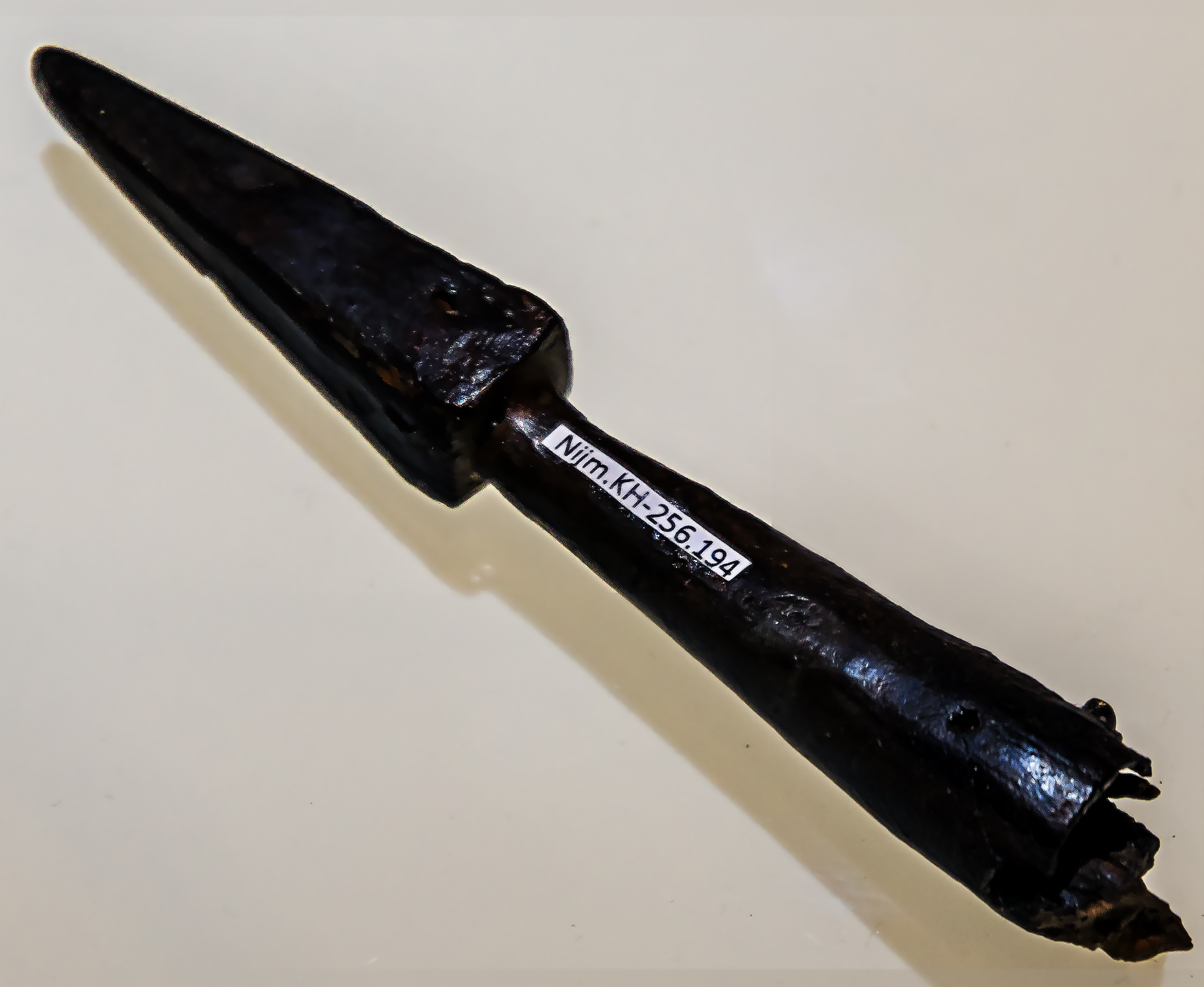
Pfeil/Bolzenspitze aus Eisen, die als Geschoss verwendet wurde

Die von den Griechen Palintona (παλίντονος) genannte Waffe wurde von den Römern unter der Bezeichnung Ballista übernommen. Im Unterschied zu den Euthytona verschoss man mit den Palintona vorzugsweise Steine und große Bleikugeln, die auch mit griechischem Feuer gefüllt werden konnten (vgl. Brandbombe). Es konnten jedoch auch kräftig dimensionierte Bolzen und Pfeile in einem Winkel von 10 bis 45° geschleudert werden. Die Torsionsfedern waren in „weiten“ Spannrahmen befestigt, der Abstand zwischen den Torsionsfedern betrug laut Heron „etwas mehr als die doppelte Länge eines Wurfarms“. Die Wurfarme ragten in Ruhelage nach vorne aus den Torsionsfedern und die Sehne verlief vor dem Spannrahmen. Beim Spannen der Waffe schwangen die Wurfarme nach innen, während die Sehne zwischen den Torsionsfedern hindurch gezogen wurde. Die Schwingbahnen der Wurfarme lagen bei dieser Bauweise innerhalb des Spannrahmens. Der Spannrahmen selber wurde in der Mitte des Korpus angebracht, da die Sehne beim Schuss das Projektil bis um eine Wurfarmlänge vor die Torsionsfedern führt. Ein weiter Spannrahmen aus Holz mit Bronzeblechbeschlag wurde in Hatra ausgegraben. Bei der in den Ruinen der Stadtmauer verschütteten Waffe aus dem mittleren 3. Jahrhundert n. Chr. dürfte es sich um ein fest installiertes Festungsgeschütz gehandelt haben.
Ein Beispiel für ein römisches Feldgeschütz aus dem 1. Jahrhundert v. Chr. ist auf Rundmunition von 8,5 römischen Pfund (= Steinkugeln von ca. 2,8 kg Gewicht) ausgelegt und wiegt knapp eine Tonne. Die Maximalreichweite für derartige Geschütze lag nach antiken Berichten und heutigen Berechnungen bei etwa 700 m, wobei die Durchschlagskraft und Treffgenauigkeit eines Schusses mit zunehmender Distanz stark abnahmen. Die im Kampf eingesetzte effektive Reichweite lag daher wahrscheinlich bei etwa 300 bis maximal 350 m. Sie befanden sich damit bei Belagerungen in jedem Fall außerhalb der Reichweite feindlicher Bogenschützen und konnten somit weitgehend ungefährdet aufgebaut und bedient werden.

### Polybolos
Bereits im 3. Jh. v. Chr. durch Dionysius von Alexandria entwickelt, wurde der Polybolos durch Philon von Byzanz verbessert. Es handelte sich im Prinzip um ein gewöhnliches Euthytonon, das jedoch durch ein Schwerkraftmagazin und einen selbsttätigen Lademechanismus zu einem halbautomatischen Schnellfeuergeschütz aufgewertet wurde. Polyboloi waren sehr schwer und kamen daher normalerweise nur als Festungsgeschütze zum Einsatz. Die Kadenz war etwa viermal so hoch wie bei einzeln zu ladenden Ballisten, die Treffgenauigkeit war jedoch geringer. Es ist nicht sicher, ob Polyboloi nach dem 2. Jh. n. Chr. noch verwendet wurden.

### Cheiroballistra/Manuballista
Seit langem ist die technische Beschreibung einer mechanischen Handwaffe, die abgesehen von ihrer geringeren Größe dem Trajanssäulengeschütz entspricht, bekannt. Der byzantinische Text schreibt die grundlegende Entwicklung dieser Waffe Heron von Alexandria zu und belegt sie mit dem Namen Cheiroballistra (latinisiert Manuballista „Handballiste“).  Es wurde angenommen, diese Art Waffe sei gleichzeitig mit dem Trajanssäulengeschütz in Gebrauch gekommen. In einer Kiesgrube bei Xanten wurde im Jahre 2000 jedoch der Spannrahmen eines Euthytonons ausgebaggert, der aufgrund seiner geringen Größe nicht zu einem Scorpio gehört haben kann. Vielmehr muss auch er Teil einer Handwaffe von der Größe einer Armbrust gewesen sein. Damit ist gesichert, dass Torsionsarmbrüste spätestens in der ersten Hälfte des 1. Jahrhunderts benutzt wurden. Dass man die Bauweise als hölzerne Euthytona zugunsten zerlegbarer eiserner Palintona zur gleichen Zeit wie bei den Geschützen aufgab ist allerdings wahrscheinlich. Diese Waffe konnte von einem Mann getragen und bedient werden. Die Spannseile wurden aus Tiersehnen gefertigt, die mit Pferde- oder Menschenhaar verwoben wurden. Bei Tests mit nachgebauten Exemplaren erreichte der Geschossbolzen beim Abschuss eine Geschwindigkeit von über 190 km/h.

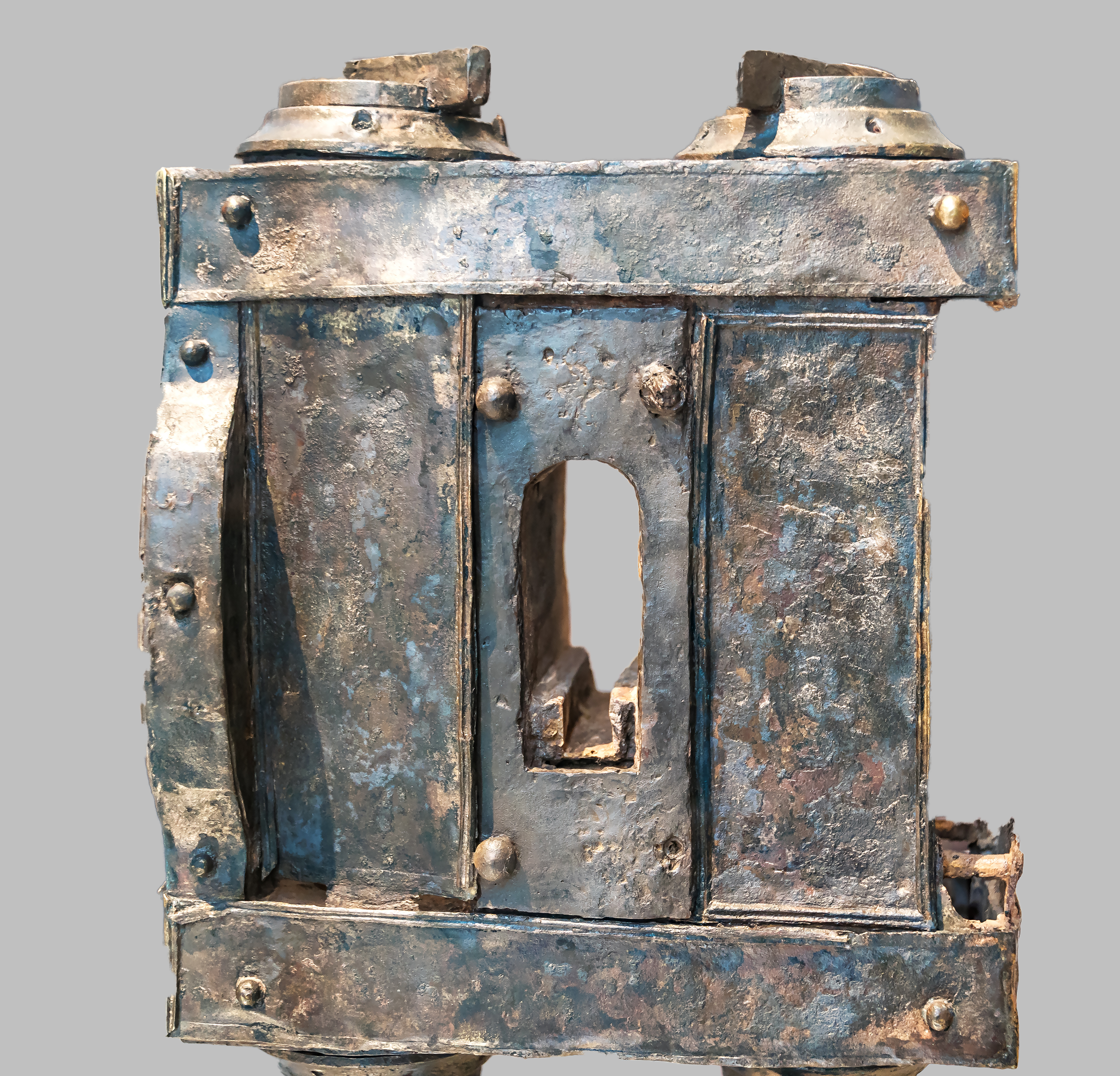
Spannrahmenfront der römischen Torsionswaffe aus Xanten
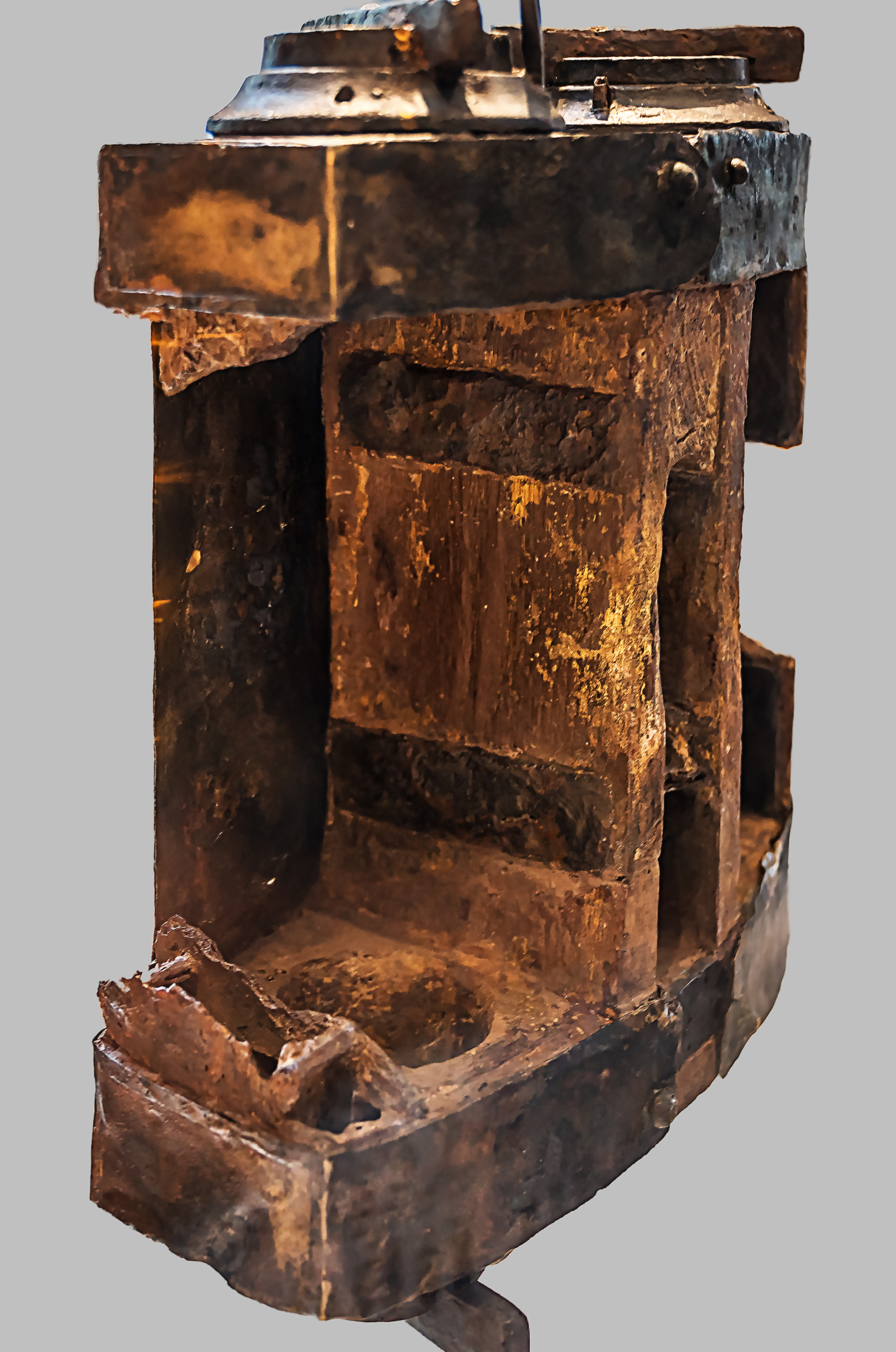
Spannrahmenrückseite der römischen Manuballista aus Xanten

### Spätrömische Ballista
Die durch mittelalterliche Kopisten leider stark korrumpierten Abbildungen in der Handschrift De Rebus Bellicis eines anonymen Autors deuten an, dass für den mobilen Einsatz auch in der Spätantike noch Geschütze vom Trajanssäulentyp verwendet wurden.

Die Annahme, dass die Ballista im 4. Jahrhundert bei den Römern ein eisernes Bogengeschütz gewesen sei, welches einer heutigen Armbrust ähnelt und dessen Kraft auf der Rückstellkraft der beiden stählernen Bügel beruhte, ist Folge einer unzutreffenden Interpretation der Beschreibung von Ballisten in De rebus bellicis: Ältere Bearbeiter vermuteten vor dem Fund der Geschützteile von Oşova hinter dem knapp erwähnten eisernen Bogen eine Blattfeder, jedoch legen die Abbildungen nahe, dass es sich um eine Bogenstrebe gehandelt hat, wie sie in Herons Cheiroballistra beschrieben und in Orşova ausgegraben wurde.

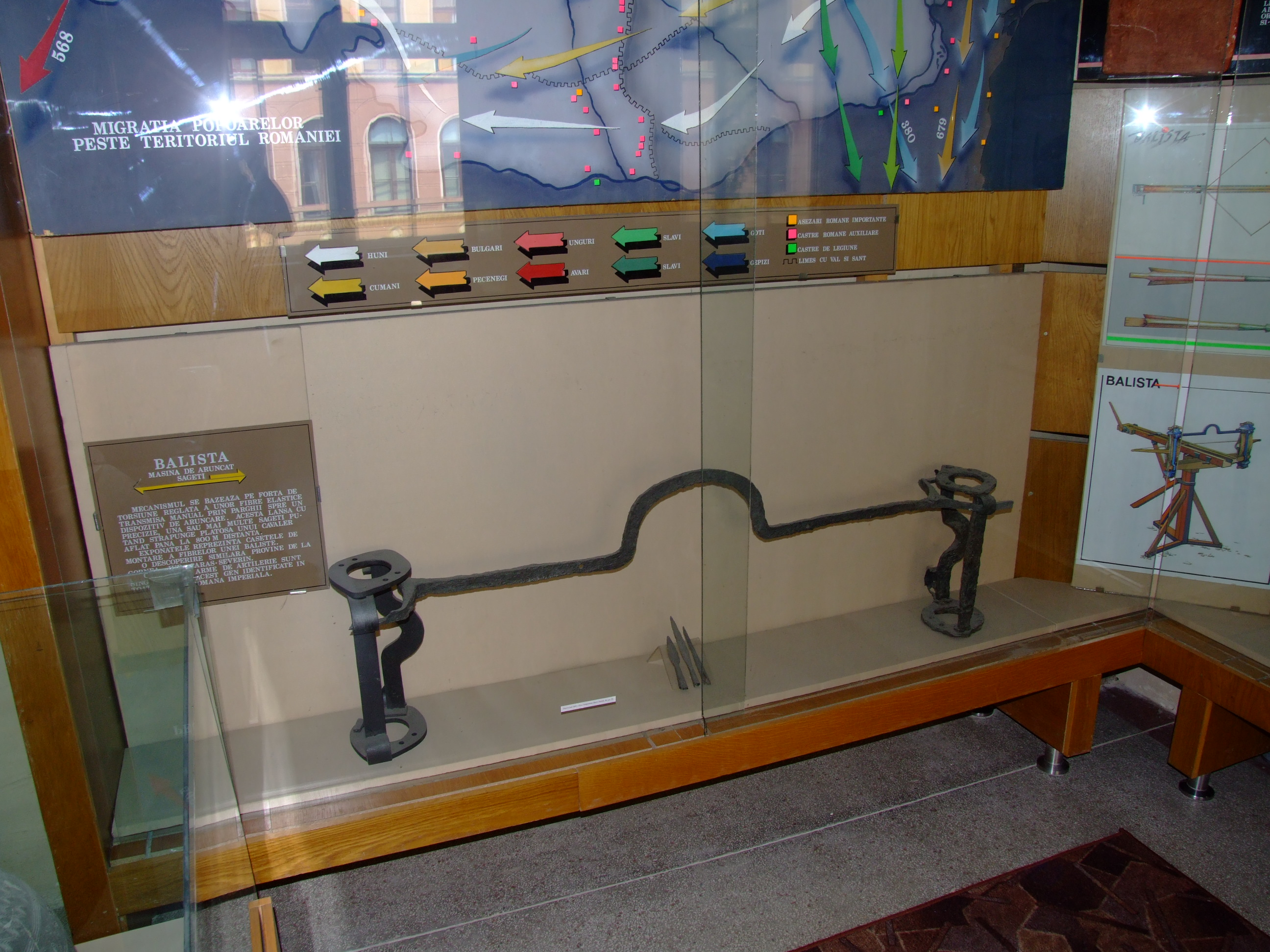
Bogenstrebe und Federrahmen aus Orşova, 4. Jh. n. Chr.

Die Beschreibungen der eigentlichen Waffen fallen in De rebus bellicis überhaupt so knapp aus, dass man annehmen muss, der Verfasser habe gewöhnliche Torsionsgeschütze gemeint, wie sie seinen Lesern gut bekannt waren. Sein Hauptaugenmerk liegt vielmehr bei seiner ballista quadrirotis in der Lafettierung: vollständig drehbar auf einem Wagen, möglicherweise mit einem schützenden Aufbau, jedenfalls mit gepanzerten Zugtieren. Bei seiner ballista fulminalis liegt der Schwerpunkt der Beschreibung auf der Spannweise mittels Flaschenzügen und Tretmühlen, was mit deren ungewöhnlicher Größe zusammenhängt. Dies deutet an, dass der Anonymus mit der ballista quadrirotis Panzerartillerie und mit der ballista fulminalis ein überschweres Festungsgeschütz vorgeschlagen hat. Ein ansonsten historisch nicht nachweisbares Detail der in De rebus bellicis erwähnten Ballisten ist die Höhenrichtung mittels einer Richtschraube. Alle sonstigen Quellen, besonders Vitruvs detaillierte Beschreibung des Skorpions und die Werke von Philon und Biton, zeigen, dass die Waffen mittels eines Universalgelenks unterhalb ihres Schwerpunktes auf einem Stativ gelagert waren und vom Richtschützen durch einen am Stativ drehbar angebrachten Sporn mit verstellbarer Waffenauflage gerichtet wurden. Der Anonymus erwähnt neben Höhenrichtschrauben auch Drehzapfen, er scheint eine komplexe Lafette entworfen zu haben, die aus einer Unterlafette mit Drehzapfen für die Seitenrichtung und einer Oberlafette mit Richtschraube für die Höhenrichtung bestand. Dies ist verständlich, geht man davon aus, dass seine Ballisten wesentlich größer dimensioniert waren als jene vom Trajanssäulentyp.
Es ist nicht sicher, ob diese oder irgendwelche andere Erfindungen des Anonymus jemals gebaut wurden.
Bei größeren Ballisten mussten zahlreiche Männer die Sehnen spannen, teilweise unter Zuhilfenahme von Maschinen. Von der Reichweite der ballista fulminalis behauptet der Anonymus in De rebus bellicis, dass sie über die Donau schießen könne – jedoch ist nicht überliefert, an welcher Stelle. Heute schätzt man, dass die größten Ballisten eine Maximalreichweite von bis zu etwa 1000 m erreichten, die effektive Reichweite lag um die Hälfte davon. Die effektive Reichweite einer Balliste hängt jedoch nicht nur von ihrer Spannkraft, sondern auch von den Möglichkeiten der Schussbeobachtung ab. Da es sich, wie erwähnt, um Punktzielwaffen handelte, die mit Bolzen Personen bekämpften, konnte nur auf Distanzen wirkungsvoll geschossen werden, die es erlaubten, den Einschlag des Geschosses (ohne in der Antike unbekannte Fernrohre) zu beobachten, was nötig ist, um Höhen- oder Seitenrichtung korrigieren zu können. Alan Wilkins (JRMES 6, 1995, S. 54) geht daher von einer maximalen Kampfentfernung um 200 Meter aus.
Marquardt hat auch diese Art der Ballisten als ein Torsionsgeschütz auffassen wollen, dem widersprachen jedoch die zeitgenössischen Editionen der antiken Literatur. Der Umstand, dass sich in einigen Gegenden Bayerns bis heute der Name Ballester für Armbrust erhalten hat, kann kaum dazu dienen, die Identifikation spätantiker Geschütze als Torsionswaffen zu bestreiten. Diese Bezeichnung rührt vielmehr von der Arcuballista her, der in der Kaiserzeit bereits technisch voll entwickelten Armbrust, wie sie in Reliefs aus Südfrankreich überliefert ist.

### Mittelalter
Inwiefern und in welchem Umfang Ballisten in Form der antiken Torsionsgeschütze im Mittelalter weiterhin Verwendung fanden, ist in der historischen Forschung umstritten. Einige Vertreter sehen eine gewisse Kontinuität der Verwendung, zumindest in der Einflusssphäre des Byzantinischen Reiches.
Alternative Namen für Ballisten waren im Mittelalter Mange oder Tarrant; die Südtiroler Burg Tarantsberg leitet ihren Namen von einer stationären Balliste ab, mit der sich das Tal beherrschen ließ. Weitere mittelalterliche Bezeichnungen lauten Notstal, Springolf oder Selbschoß. Eine bewegliche, auf einem einachsigen Wagen montierte Balliste nannte man auch eine Karrenballiste. Derartige Ballisten wurden üblicherweise von Mauleseln gezogen.
Ob die als Mangen bezeichneten Wurfmaschinen im Aufbau und Funktionsweise den antiken Torsiongeschützen entsprachen, ist durch die mangelhafte Quellenlage nicht eindeutig zu beantworten.
Mangen kamen laut dem Liber ad honorem von 1196 bei der staufischen Eroberung Siziliens zum Einsatz. Im 13. Jahrhundert wurden sie durch die effizienteren Bliden ersetzt. Der Vorteil dieser neuen Wurfmaschinen bestand vor allem im günstigeren und einfacheren Aufbau, der geringeren Komplexität der Wartung sowie der ungefährlicheren Handhabung im Vergleich zu den antiken Geschützen.